# Sân vận động Quốc gia Barbados
Sân vận động Quốc gia Barbados (tiếng Anh: Barbados National Stadium) là một sân vận động đa năng ngoài trời ở Waterford, St. Michael, Barbados. Sân nằm trên khu đất rộng 22 mẫu Anh. Sân được chính thức khánh thành vào ngày 23 tháng 10 năm 1970 bởi Thân vương Charles. Nằm cách trung tâm Bridgetown khoảng 4,3 km về phía đông bắc, sân tọa lạc tại Đường Stadium, Codrington, St. Michael (trên Quốc lộ 2). Sân vận động hiện được sử dụng chủ yếu cho các trận đấu bóng đá.
Các khán đài được đặt theo tên của các vận động viên người Barbados: khán đài "A" Clarence Jemmott, khán đài "B" O'Donnell "Don" Norville, khán đài VIP, khán đài "C" James "Jim" Wedderburn, khán đài "D" Patricia "Patsy" Callender và cũng có sân đua xe đạp Randolph Fields và cổng Christie Smith, cổng Reginal Haynes, và cổng Jaycees ở phía bắc của sân vận động.
Vào năm 2006, FIFA đã kết luận Sân vận động Quốc gia Barbados không phù hợp để tổ chức các trận đấu bóng đá, vì sân rất ít được cải tiến hoặc sửa chữa kể từ khi được khánh thành vào năm 1970, mặc dù quốc gia này hy vọng sẽ phá bỏ các khán đài hiện có và xây dựng lại sân vận động trước khi bắt đầu chiến dịch vòng loại World Cup 2010 của đội tuyển. Năm 2011, Chính phủ Barbados ước tính chi phí để thiết kế lại đường chạy điền kinh của sân vận động là 2 triệu đô la. Hiện vẫn chưa xác định được ngày bắt đầu cải tạo khi nguồn tài trợ có thể được cung cấp hoặc các công việc có thể được thực hiện. Vận động viên đoạt huy chương vàng Giải vô địch điền kinh thế giới của Barbados Ryan Brathwaite trong quá khứ đã công khai bày tỏ thất vọng về tình trạng hiện tại của các cơ sở hạ tầng của Sân vận động Quốc gia. Năm 2010, sân vận động đã bắt đầu tổ chức Joseph Payne Memorial Classic, một sự kiện giải đấu giữa các học sinh trung học Barbados. Năm khán đài của Sân vận động Quốc gia đã bị đóng cửa vào tháng 4 năm 2015 vì những mảnh vụn gỉ sét rơi ra từ lớp thép bên dưới mái che. Từ tháng 12 năm 2018 đến tháng 1 năm 2019, các mái che trên cả năm khán đài đã được dỡ bỏ và toàn bộ sân vận động sẽ sớm bị phá bỏ. Sân sẽ sớm được xây dựng lại thành một sân vận động hoàn toàn mới với khán đài mới, bãi đậu xe và đèn LED sân vận động mới trong thời gian sớm nhất có thể.